# Palbociklib
Palbociklib, pod tržnim imenom Ibrance, je zdravilo farmacevtskega podjetja Pfizer, ki se uporablja za zdravljenje hormonsko pozitivnega in HER2-negativnega raka dojke. Deluje kot selektivni zaviralec encimov od ciklina odvisnih kinaz 4 in 6 (CDK4 in CDK6).
Palbociklib je prva učinkovina iz skupine zaviralcev od ciklina odvisnih kinaz, ki so jo odobrili za klinično uporabo.

## Mehanizem delovanja
Palbociklib je selektivni zaviralec od ciklina odvisnih kinaz 4 in 6 (CDK4 in CDK6).
V fazi G1 celičnega cikla mora sesalčja celica preiti nadzorno točko G1/S, da se lahko celični cikel dokonča in celica razdeli. CDK4 in CDK6 tvorita kompleks s ciklinom D in omogočita fosforilacijo retinoblastomske beljakovine (Rb); s tem celica lahko preide nadzorno točko G1/S ter se razdeli. Uravnavanje ene ali več beljakovin v delovanju omenjene nadzorne točke je pri številnih vrtah raka moteno. Z zaviranjem CDK4/6 palbociklib prepreči fosforilacijo beljakovine Rb. S tem celica ne more preiti nadzorne točke G1/S in izstopiti iz faze G1 ter posledično zaključiti celičnega cikla.

## Pot uporabe
Palbociklib se uporablja skozi usta (peroralno), s hrano. Daje se 21 zaporednih dni, nato sledi sedemdnevni premor. Uporablja se v kombinaciji s hormonskim zdravljenjem, bodisi z zaviralcem aromataze (kot je letrozol) ali fulvestrantom. Bolniki sočasno ne smejo uporabljati zdravil, ki zavirajo ali inducirajo encim CYP3A. Potrebna je tudi previdnost pri sočasni uporabi grenivkinega soka.

## Klinična uporaba
Palbociklib sta ameriški Urad za prehrano in zdravila in Evropska agencija za zdravila odobrila za zdravljenje lokalno napredovalega ali razsejanega hormonsko pozitivnega in HER2-negativnega raka dojke pri bolnicah, ki so prejele predhodno endokrino zdravljenje. Uporablja se sočasno zaviralcem aromataze ali fulvestrantom.  Pri ženskah v pred- in perimenopavzi je treba endokrino zdravljenje kombinirati z agonistom gonadoliberina.

## Neželeni učinki
Pri večini bolnic, ki prejemajo zdravljenje s pablociklibom, se pojavi nevtropenija (znižano število nevtrofilcev, vrste belih krvničk, v krvi). Nevtropenija vpliva na imunski sistem in je verjetno odgovorna za drugi najpogostejši neželeni učinek palbocikliba, okužbe. Med pogoste neželene učinke spadata tudi levkopenija in slabokrvnost. Neželeni učinki, ki se pojavijo pri več kot 10 % bolnikov, zajemajo tudi utrujenost, slabost, drisko, okužbe dihal, glavobol, trombocitopenijo, bruhanje in zmanjšan tek.